# Glinki (Garwolin)
Pour les articles homonymes, voir Glinki.
Glinki (prononciation : [ˈɡlinki]) est un village polonais de la gmina de Miastków Kościelny dans le powiat de Garwolin de la voïvodie de Mazovie dans le centre-est de la Pologne.
Il se situe à environ 2 kilomètres au sud de Miastków Kościelny (siège de la gmina), 14 kilomètres à l'est de Garwolin (siège du powiat) et à 68 kilomètres au sud-est de Varsovie (capitale de la Pologne).

## Histoire
De 1975 à 1998, le village appartenait administrativement à la voïvodie de Siedlce.